# Jorge Enrique Useche
Jorge Enrique Useche (Cúcuta, 1944 - Bogotá 21 de mayo de 1965) fue un estudiante colombiano.  Asesinado durante protestas estudiantiles por la Policía Nacional de Colombia.

## Biografía
Nació en Cúcuta, se trasladó a Bogotá para estudiar economía en la Universidad Jorge Tadeo Lozano.  En mayo de 1965 había participado en las protestas de trabajadores y estudiantes en contra del gobierno de Guillermo León Valencia.

## Muerte
El 20 de mayo de 1965 se adelantaron protestas estudiantiles en el centro de Bogotá durante las cuales resultó fuertemente herido Useche, por lo cual fue trasladado al Hospital San Juan de Dios donde murió por las fuertes heridas producto de los golpes contundentes de la Policía Nacional. Su cuerpo fue trasladado a Cúcuta para ser sepultado por petición de su padre y en Bogotá el 22 de mayo se hicieron manifestaciones de homenaje por estudiantes universitarios. Además el padre Camilo Torres Restrepo realizó un homenaje en la Ciudad Universitaria. Al día siguiente de su muerte el gobierno declaró el estado de sitio.

## Homenajes
En la Universidad Jorge Tadeo Lozano hay una placa en su memoria.